# Cathédrale Saint-Jean-Baptiste de Belley
Cette  cathédrale n’est pas la seule cathédrale Saint-Jean-Baptiste.
La cathédrale Saint-Jean-Baptiste de Belley est une cathédrale catholique située à Belley, dans l'Ain, dans le diocèse de Belley-Ars. Malgré ce statut, l'évêque du diocèse, qui recouvre le département de l’Ain, réside à Bourg-en-Bresse depuis 1978. La collégiale Notre-Dame-de-Bourg a été d’ailleurs érigée en co-cathédrale en 1992. La cathédrale Saint-Jean-Baptiste constitue un bel exemple d’édifice religieux néo-gothique du XIXe siècle.

## Histoire de l'édifice

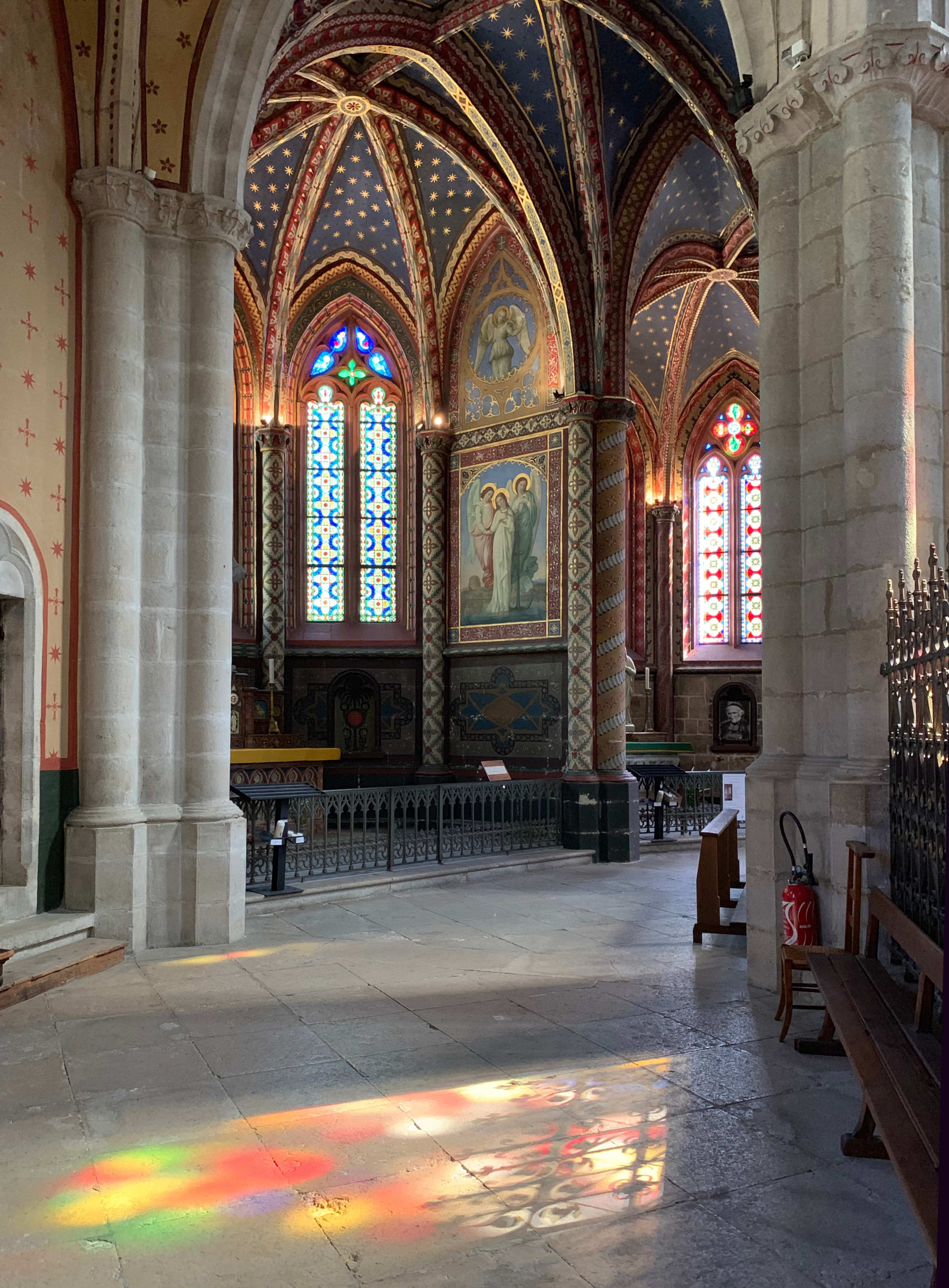
Une vue de l'intérieur de la cathédrale.

L'existence de l'évêché est attestée depuis le Ve siècle. La première mention d'une cathédrale remonte au 5 avril 722 : l'édifice abrite alors une relique de saint Jean Baptiste, constituée d'une partie de sa main droite. Au XIIe siècle est édifiée une église romane dont la nef subsistera jusqu’au XIXe siècle. 
Les chapelles absidiales sont reconstruites dans un style gothique et sont terminées en 1520. La cathédrale souffre durement pendant la Révolution française : elle perd ses reliques, ses deux clochers sont détruites. Elle est transformée en temple de la Raison. Le tremblement de terre de 1822 fragilise un peu plus l'édifice.
De 1835 à 1853, l'église est presque entièrement reconstruite sous l'impulsion d'Alexandre Devie. L'architecte lyonnais Antoine-Marie Chenavard réalise un édifice dans le style néogothique, ne conservant de l'ancien que les chapelles absidiales et une partie du portail Nord, ancienne entrée principale de la cathédrale.

### Historique depuis 1878
- 2 juillet 1878 : consécration de la nouvelle cathédrale par Jean-Joseph Marchal.
- 30 octobre 1906 : l'édifice est classé monument historique[1].
- 1992-1996 : restauration de l'ensemble de la décoration, vitraux et décors peints.
- 2008 : inauguration du nouveau mobilier liturgique réalisé par Dominique Kaeppelin : créations de l’autel, la cathèdre, l’ambon, le siège de présidence, le chandelier pascal, la croix de procession, les chandeliers de l’autel sur pied, la crédence[2]

## Description de la cathédrale
La cathédrale présente trois nefs de quatre travées, prolongées par un transept et par le chœur de cinq travées. Le déambulatoire de l'abside présente cinq chapelles rayonnantes. Deux autres chapelles s'ouvrent des deux côtés du transept. L'ensemble de l'édifice s'étend sur 78,40 m de long, 32,10 m de large, 17 m de haut pour la nef principale et 9,50 m pour les nefs latérales. 

### Extérieur
La façade principale à l'ouest se caractérise par un simple clocher-porche : la tour de 40 m de haut est flanquée de murs de façade des bas-côtés sur lesquels s'appuient des arcs-boutants. Un seul portail présentant un gable ajouré d'une rose permet l'accès à l'édifice. La décoration de la façade se caractérise également par sa modestie : une statue de saint Jean Baptiste, œuvre d'un tailleur local, orne le tympan et 16 statues de saints et d'évêques ont pris place dans les quatre clochetons au sommet de la tour.

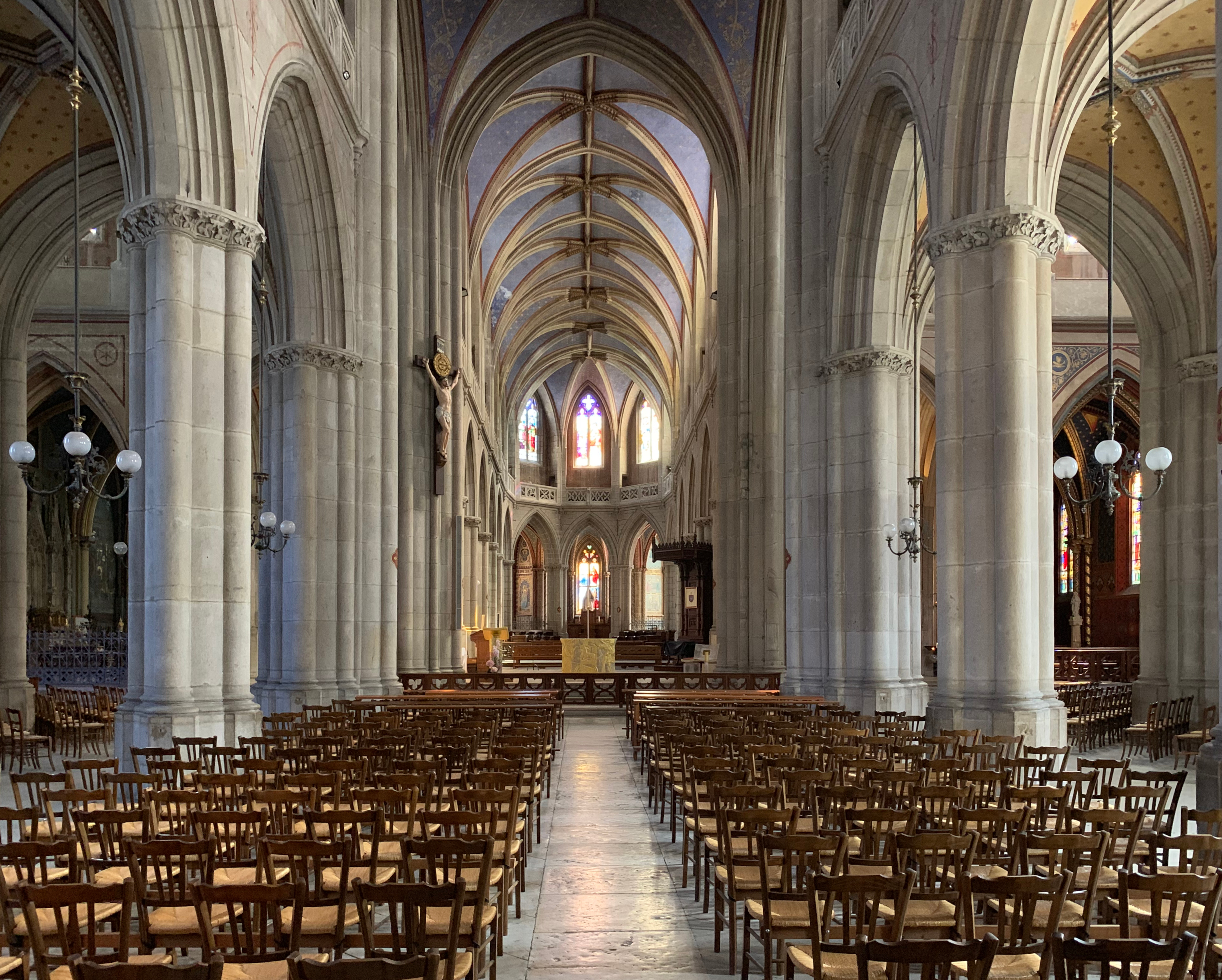
Intérieur de la cathédrale Saint-Jean-Baptiste de Belley.

Le portail de la façade nord du transept, ancienne entrée principale de l'édifice, garde la trace de l'édifice de XIIe siècle. Fortement restauré, il présente une archivolte à voussures reposant sur des colonnettes à chapiteaux de feuillage.

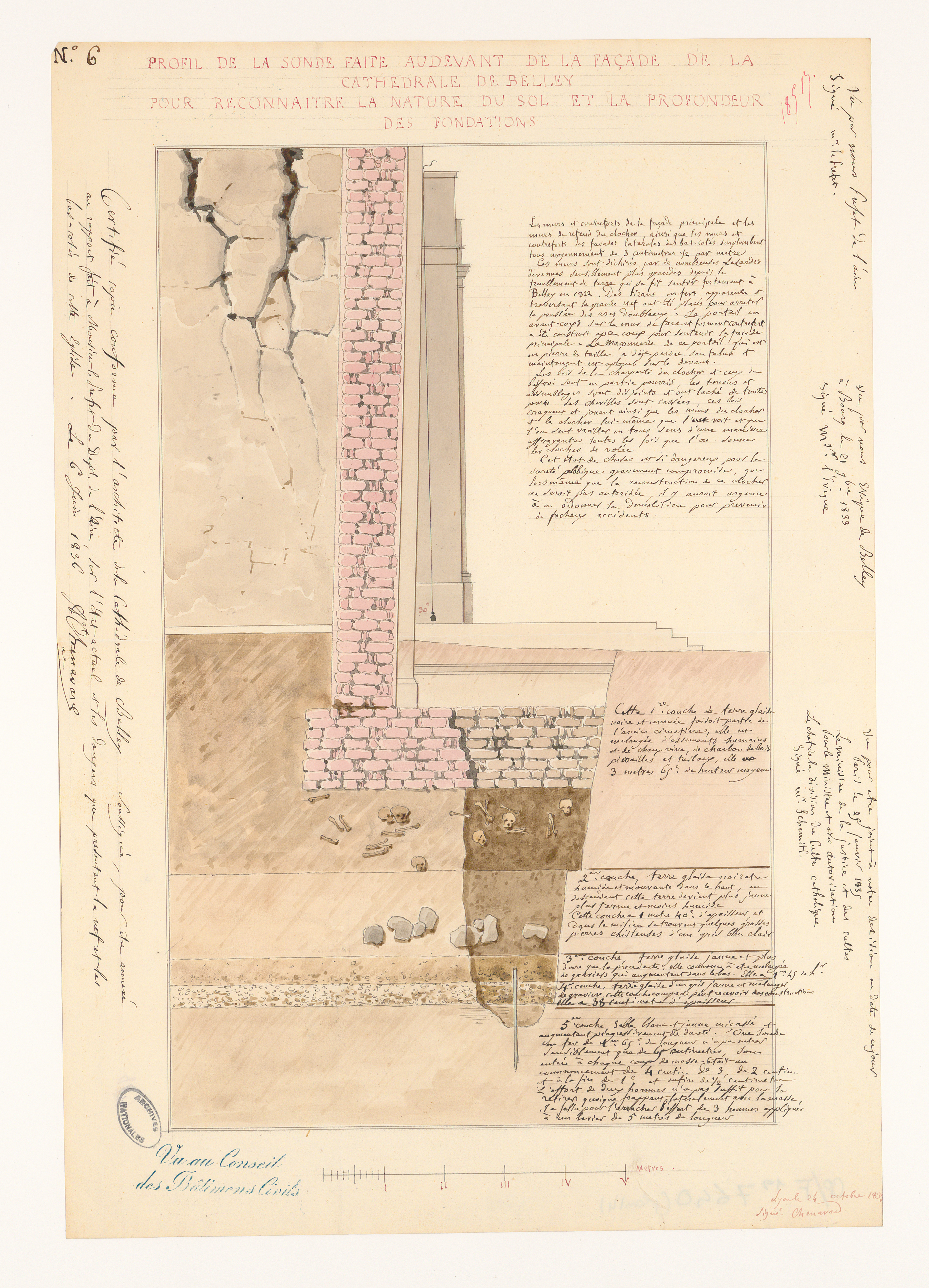
Profil de la sonde faite au-devant de la façade, avec détail d'ossements humains de l'ancien cimetière, par A. M. Chenavard (1836).
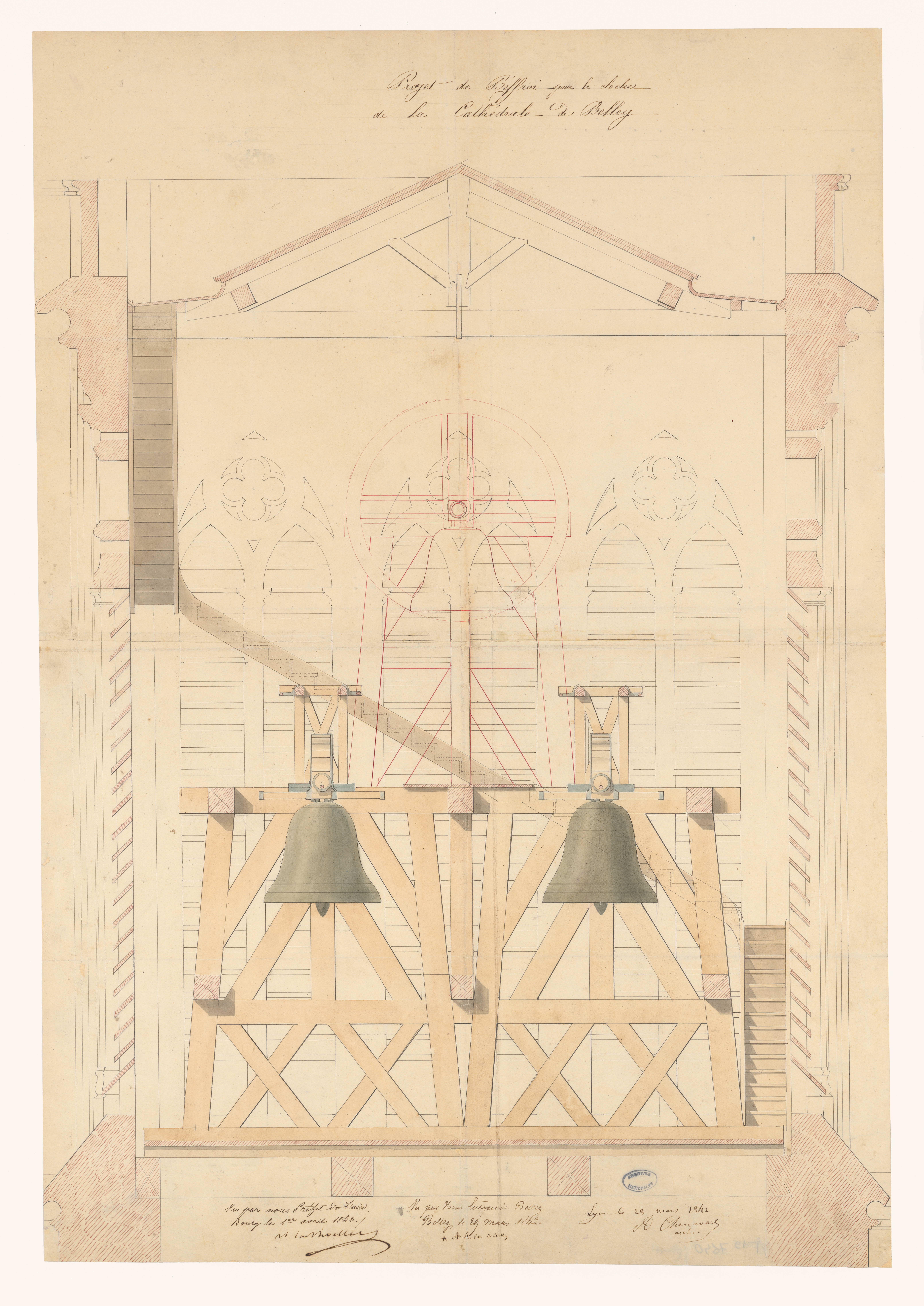
Projet de beffroy pour le clocher de la cathédrale de Belley, par A. M. Chenavard (1842).
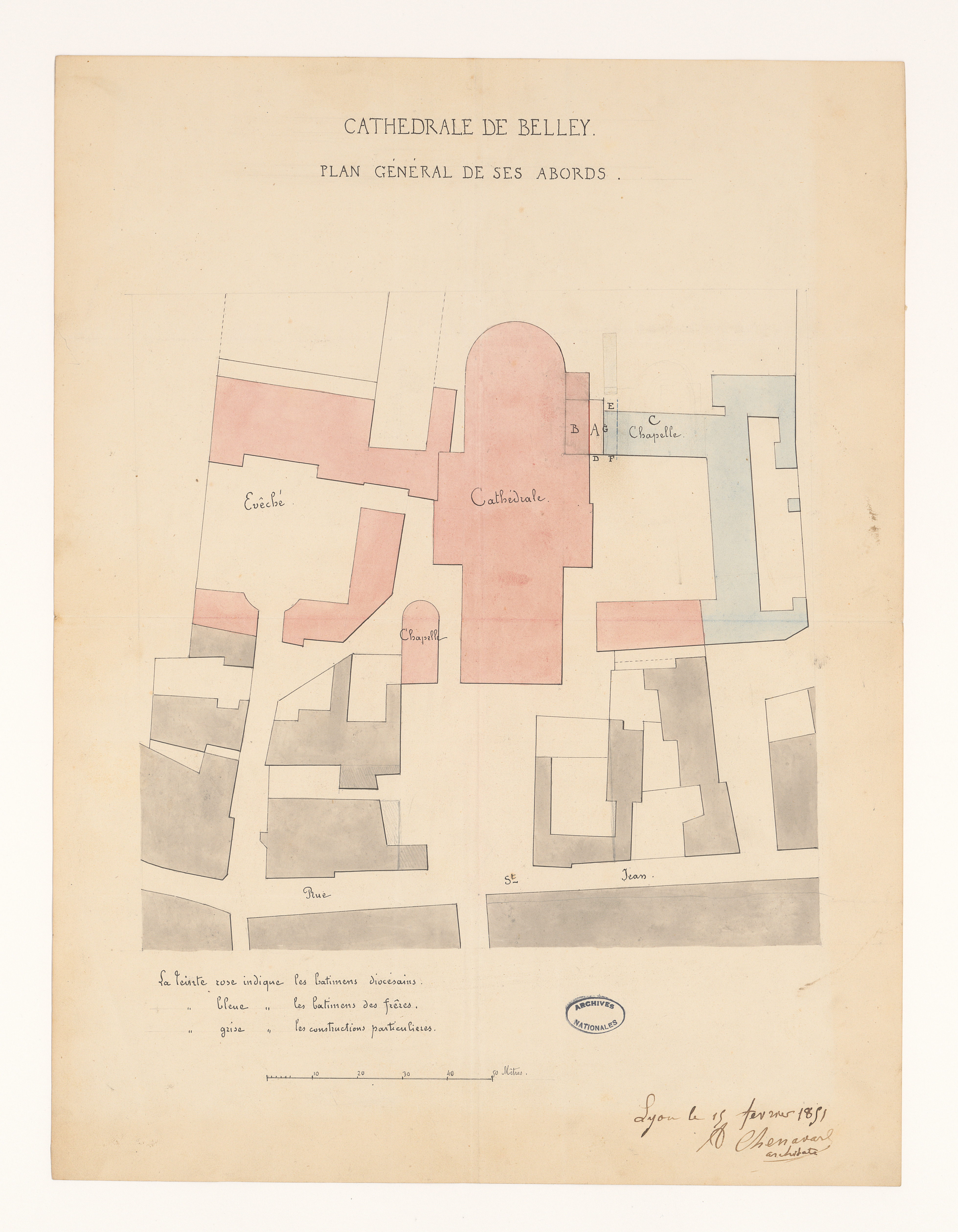
Plan de la cathédrale de Belley et des abords, par A. M. Chenavard (1851).

### Intérieur
L'intérieur présente une ampleur certaine et une grande harmonie. L'architecte Chenavard a en effet réussi à unifier les parties anciennes gothiques du chœur avec la nef nouvellement construite. La décoration est sobre, les chapiteaux sont tous identiques et une coursière fait le tour de l'édifice.
Les fonts baptismaux proviennent de l'atelier du sculpteur et abbé Georges François Richter (1808-1889), prêtre nommé en 1839 pour occuper les fonctions de curé de Saint-Laurent-lès-Mâcon.

### Œuvres d'art
L'intérieur est riche d'œuvres d'art :
- dans la chapelle axiale, statue de la Vierge Marie par le sculpteur Joseph Chinard (1756-1813). Commandée par Gabriel Cortois de Quincey, dernier évêque avant la Révolution qui est aussi à l'origine du palais épiscopal, la sculpture a été terminée en 1789. Elle trouve son inspiration dans un dessin de Canova et dans la statue Livie adorante du musée Pio-Clementino à Rome. Ressemblant plus à une dame romaine qu'à la Vierge, l'œuvre a été respectée par les révolutionnaires qui l'ont peut-être utilisée comme représentation de la déesse Raison ;
- un ensemble important de fresques et de peintures murales réalisées de 1869 à 1875, notamment par le peintre Antoine Sublet.

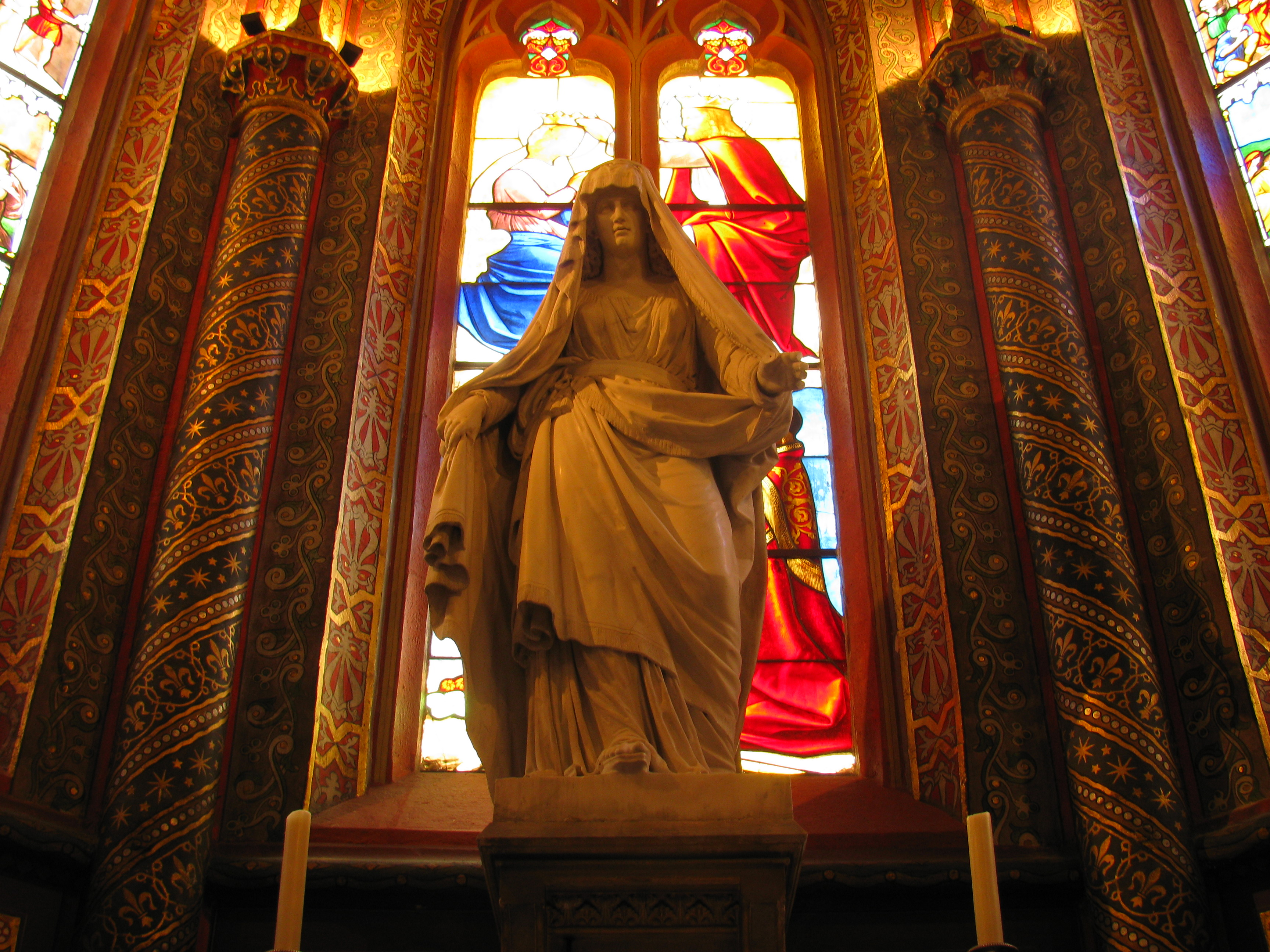
Statue de la Vierge Marie de Joseph Chinard.
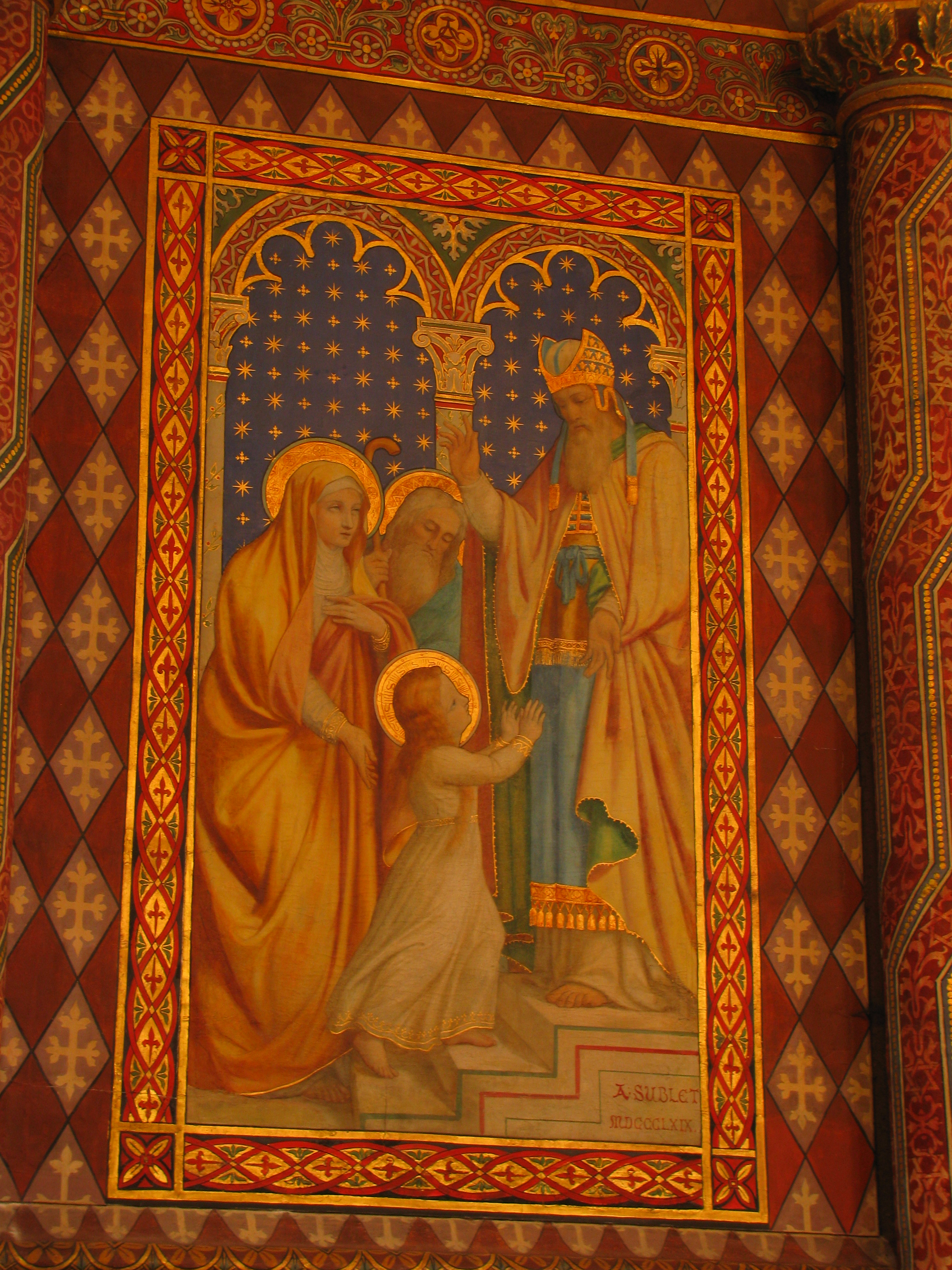
Présentation de la Vierge au Temple par Antoine Sublet.
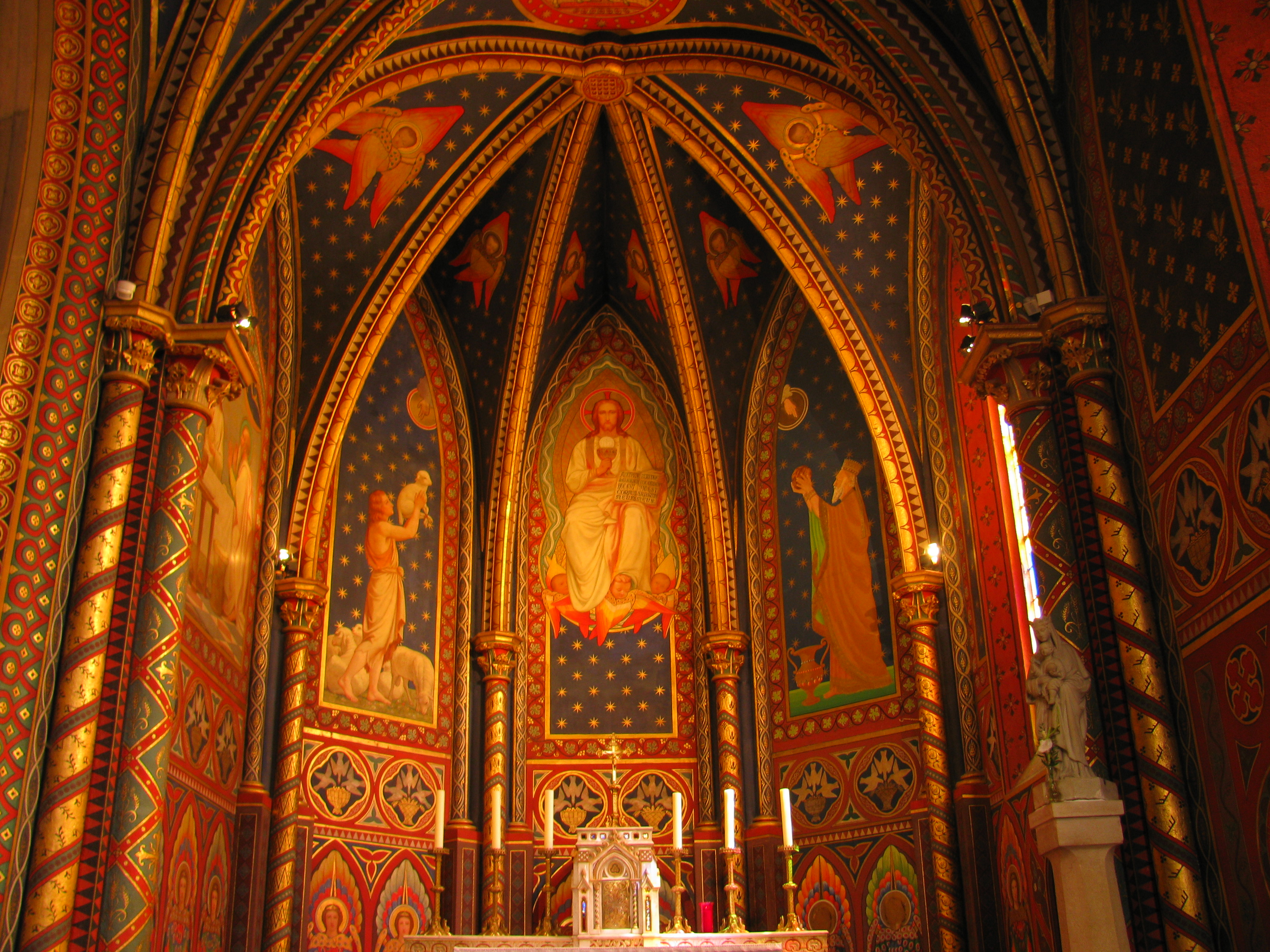
Chapelle du Saint-Sacrement.

### Les orgues

#### Orgue de tribune
L'orgue commandé par Pierre-Henri Gérault de Langalerie et construit par Aristide Cavaillé-Coll est inauguré en 1860 ; il est alors placé au sol, à l'arrière du maître-autel. En 1875, il est déplacé vers la tribune.
En 1936 les facteurs Merklin et Kuhn remplacent la traction mécanique d'origine par une transmission électro-pneumatique. Ils gardent les 26 jeux anciens et installent dans le buffet 48 jeux, trois claviers de 61 notes et 32 à la pédale. La partie instrumentale de l'orgue est classée aux Monuments Historiques depuis 1923. Un relevage a eu lieu en 1979 par René Micolle et Lucien Simon.
Composition de l'orgue
| Grand-Orgue         |
| Montre 16'          |
| Bourdon 16'         |
| Flûte harmonique 8' |
| Bourdon 8'          |
| Salicional 8'       |
| Prestant 4'         |
| Flûte 4'            |
| Quinte 2 2/3'       |
| Doublette 2'        |
| Plein-jeu II-V      |
| Cornet V            |
| Bombarde 16'        |
| Trompette 8'        |
| Clairon 4'          |

| Récit expressif      |
| Quintaton 16'        |
| Principal 8'         |
| Flûte traversière 8' |
| Gambe 8'             |
| Voix céleste 8'      |
| Flûte octaviante 4'  |
| Octavin 2'           |
| Plein-jeu IV         |
| Bombarde 16'         |
| Trompette 8'         |
| Voix humaine 8'      |
| Cromorne 8'          |
| Basson-Hautbois 8'   |
| Clairon 4'           |

| Positif         |
| Flûte 8'        |
| Dulciane 8'     |
| Cor de nuit 8'  |
| Flûte 4'        |
| Nazard 2 2/3'   |
| Flageolet 2'    |
| Tierce 1 3/5'   |
| Larigot 1 1/3'  |
| Septième 1 1/7' |
| Piccolo 1'      |
| Trompette 8'    |

| Pédale          |
| Contrebasse 16' |
| Soubasse 16'    |
| Quinte 10 2/3'  |
| Bourdon 8'      |
| Flûte 8'        |
| Quinte 5 1/3'   |
| Bombarde 16'    |
| Trompette 8'    |
| Clairon 4'      |

#### Orgue de chœur
L'orgue commandé par François-Marie-Benjamin Richard à la maison Debierre de Nantes, orgue de chœur de 12 jeux, avec deux claviers et un pédalier de 25 notes, placé dans le chœur lorsque le grand orgue est installé à la tribune en 1875.

Les orgues
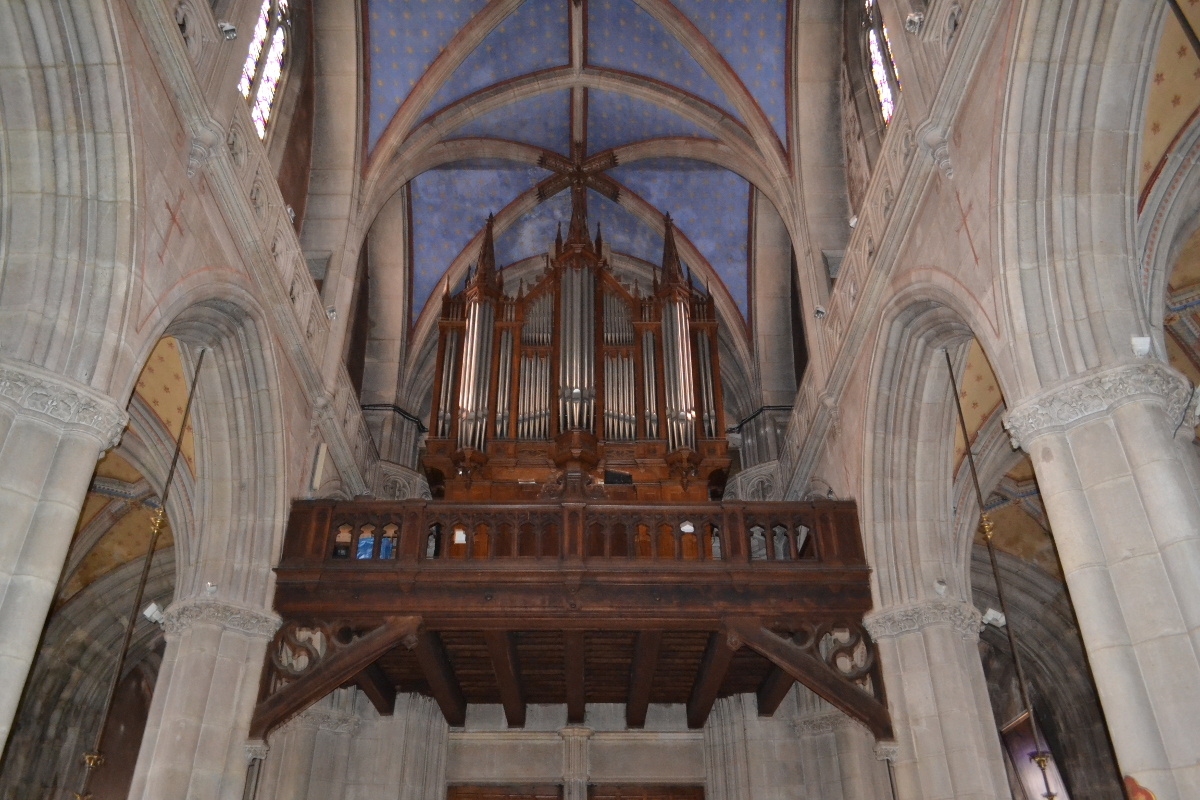
L'orgue de tribune, vue générale.
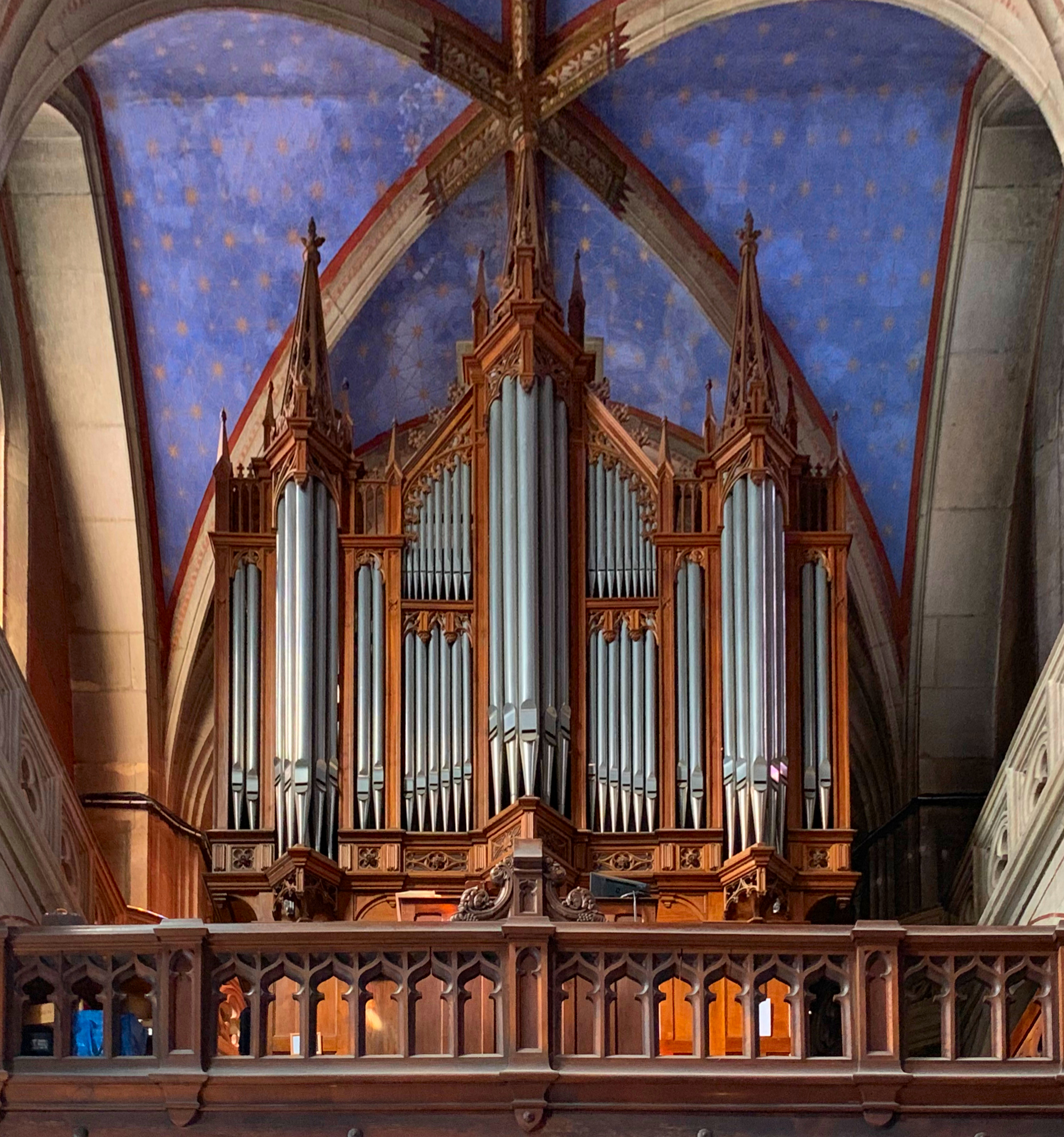
L'orgue de tribune, vue de détail.
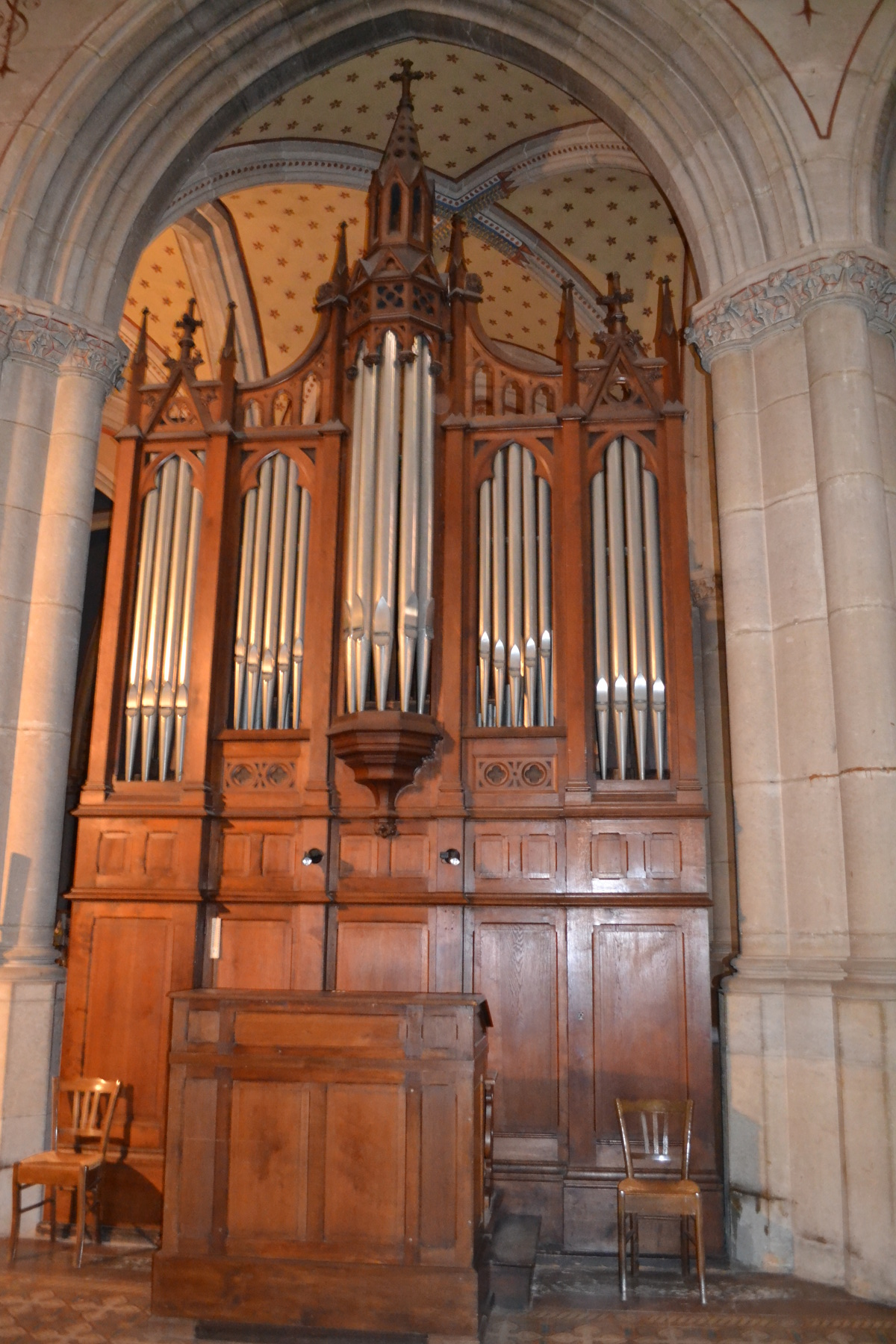
L'orgue de chœur.